# Operação Anel
A Operação Anel (em russo: Операция Кoльцo) foi o nome de código dado à operação militar de Maio de 1991 conduzida pelas forças de segurança do Ministério do Interior soviético (MVD) e unidades da OMON na região de Shahumian, no norte do Oblast autônomo do Nagorno-Karabakh na RSS do Azerbaijão. Foi um dos acontecimentos que levou à Guerra de Nagorno-Karabakh.
Na Primavera de 1991 o governo de Gorbachev levou a cabo um referendo em todo o país chamado Tratado da União, com o propósito de decidir se as repúblicas soviéticas se manteriam unidas. O que ocorreu devido ao facto de líderes não comunistas terem sido eleitos em algumas repúblicas soviéticas, destacando-se Boris Yeltsin na Rússia, Levon Ter-Petrosian na Arménia e Ayaz Mütallibov no Azerbaijão, ainda que Gorbachev se tenha mantido como Presidente da União Soviética. O Azerbaijão votou em cumprimento do tratado, enquanto que a Arménia e cinco outras repúblicas boicotaram o referendo, tendo a Arménia organizado o seu próprio referendo e declarado a sua independência da União Soviética a 21 de Setembro de 1991.
Como os arménios e os azeris de Karabakh começaram uma escalada às armas (adquirindo armas armazenadas em depósitos em Karabakh) para auto-defesa, Mütallibov conseguiu o apoio de Gorbachev para realizar uma operação militar conjunta, contando com o Exército Vermelho e a milícia azeri, tendo como objectivo desarmar a milícia arménia. Esta medida, conhecida como "Operação Anel", deportou à força os arménios que habitavam nas vilas da região de Shahumian. Estes actos foram considerados tanto pelos oficiais soviéticos do Kremlin como pelo governo arménio como uma medida intimidatória contra as pretensões da unificação.

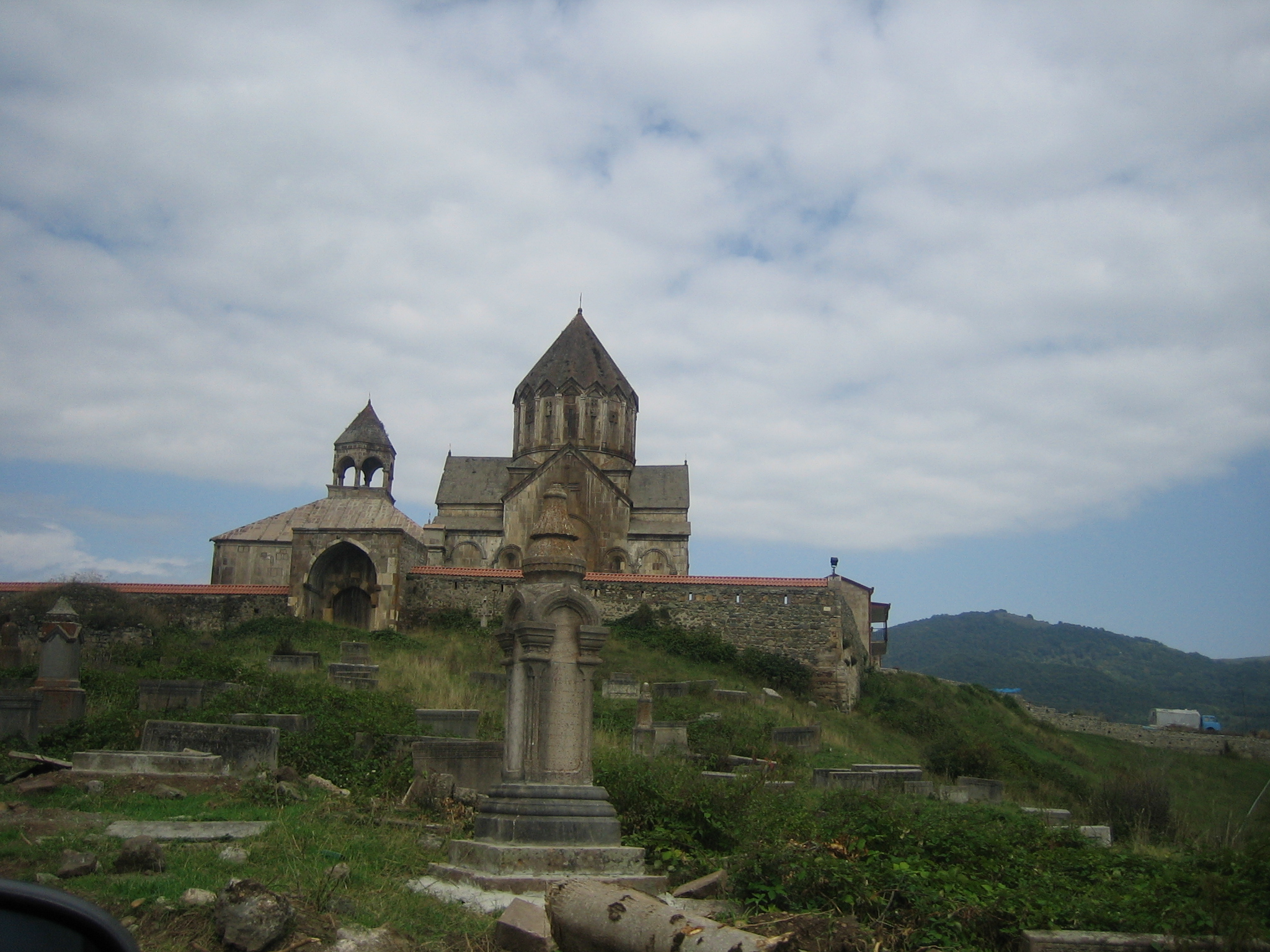
O mosteiro de Gandzasar foi atingido pelas forças soviéticas.

Os resultados da operação foram contraproducentes ante o objectivo definido, já que a resistência inicial oferecida pelos arménios inspirou voluntários a sair da Arménia para o Nagorno-Karabakh e reforçou a querença arménia de que a única solução para o conflito era a utilização de forças armadas. O guerrilheiro arménio-americano Monte Melkonian, que estivera envolvido nos grupos revolucionários da década de 1980 e seria depois considerado um dos mais importantes comandantes da guerra, defendeu que o Karabakh devia ser "libertado" e que, se tal não acontecesse, a zona de Siunique seria anexada pelo Azerbaijão, ao que se seguiria o resto da Arménia, concluindo que "a perda de Artsakh poderia ser a perda de toda a Arménia". Velayat Kuliev, um escritor e director-adjunto do Instituto de Literatura do Azerbaijão contradisse estas apreciações, afirmando que "ultimamente os nacionalistas arménios, incluindo algumas personalidades influentes, começaram a falar acerca da Grande Arménia. Não é apenas o Azerbaijão. Eles querem também anexar partes da Geórgia, do Irão e da Turquia".